# Stade municipal Pérez Zeledón
Pour les articles homonymes, voir Zeledón.
Le stade municipal Pérez Zeledón est un stade de football situé à San Isidro, au Costa Rica.